# Badhuisstraat (Scheveningen)
De Badhuisstraat en de Badhuiskade in Scheveningen verbinden sinds 1861 de Scheveningseweg en het voormalige Badhuisplein. De Badhuiskade loopt langs de binnenhaven die in 1970 gedempt werd en komt uit op de Gevers Deynootweg die naar het Gevers Deynootplein loopt.

## Geschiedenis

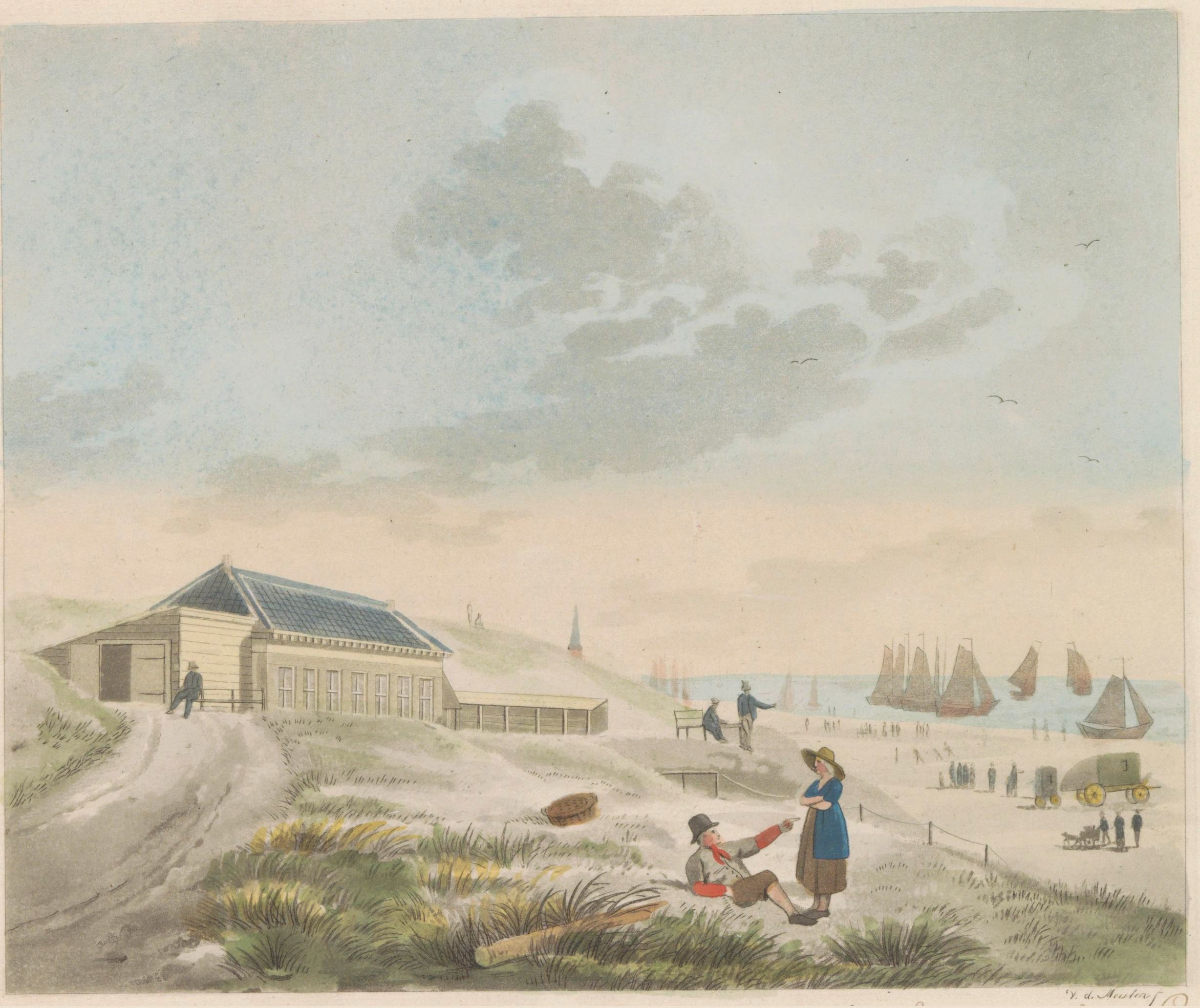
Het badhuis van Jacob Pronk rond 1825

De Scheveningseweg werd in 1653 aangelegd om gemakkelijker en veiliger van Den Haag naar de haven van Scheveningen te gaan. Nadat Jacob Pronk in 1818 aan het Badhuisplein een houten paviljoen met een badhuis had geopend, en dit een groot succes bleek te zijn, kwam er een betere verbinding tot stand tussen de Scheveningseweg en het Badhuisplein. In 1885 werd het badhuis van Pronk vervangen door het Kurhaus. In 1891 werd de naam van het Badhuisplein veranderd in Gevers Deynootplein.

## Bijzondere gebouwen
Enkele bijzondere panden zijn:
- nummers 170-188: Hofje van Lammers (van Dirk en Johanna Lammers), het enige liefdadigheidshofje in Scheveningen, bestemd voor 'ongelukkige weduwen en kinderen van verongelukte vissers', uit 1875. Er is nog een naamloos hofje uit 1880 op nummer 189-195, er waren vroeger veel meer hofjes aan de Badhuisstraat.
- nummer 175: het voormalige postkantoor, op 24 juni 1900 door de PTT in bedrijf genomen omdat kantoor Keizerstraat 294 te klein was geworden. Eind 20ste eeuw werd een nieuw postkantoor op Badhuisstraat 225 in gebruik genomen.
- nummer 177: het Kalhuis. Vroeger was er een eenvoudig gebouwtje op de Kerkwerf (later Kalhuisplaats genoemd), waar koningin Beatrix in 1982 het bronzen beeld van de Scheveningse Vissersvrouw onthulde. Vanaf die plek keken vissersvrouwen naar de zee om te zien of hun man al terugkwam. Daar konden ze met elkaar praten, ofwel kallen. Het gebouwtje was gemaakt van aangespoeld hout. Toen Scheveningen rond 1870-1880 meer bezoekers kreeg en er meer straten aan de zeekant van het dorp werden aangelegd, moest het Kalhuis verdwijnen. Het huidige Kalhuis in de Badhuisstraat werd toen gebouwd. In 2009 werd het Kalhuis verbouwd. Het is nog steeds een ontmoetingsplek voor Scheveningers.

De huisnummers van de Badhuisstraat lopen van Noord naar Zuid, richting Scheveningseweg, het eenrichtingsverkeer gaat van Zuid naar Noord. Tegenwoordig zijn de Keizerstraat en de Badhuisstraat de twee belangrijkste winkelstraten van Scheveningen. Beide straten eindigen bij de Scheveningseweg.

## Badhuisweg
Er bestaat ook een Badhuisweg die Den Haag (Wittebrug) met het Badhuisplein verbindt. Deze werd al in 1828 aangelegd en staat haaks op de kustlijn. De straat werd ook wel de Nieuwe Scheveningseweg genoemd.